# Ahmad Shah Massoud
Ahmad Shah Massoud (persiska: احمد شاه مسعود, Ahmed Shah Masud), född den 2 september 1953[källa behövs] i Bazarak, Panjshir, död i ett attentat den 9 september 2001 i Takhar, var en afghansk politiker av tadzjikisk etnicitet. Han blev känd som motståndsman under det afghansk-sovjetiska kriget och fick då smeknamnet "Lejonet av Panjshir".
Massoud var försvarsminister i den regering som tillträdde 1992 och formellt kvarstod även efter talibanernas maktövertagande 1996. Han mördades av al-Qaida-agenter två dagar innan terrorattackerna i USA 2001.

## Uppväxt
Ahmad Shah Massoud var etnisk tadzjik och föddes i Bazarak i Panjshir. Familjen flyttade till Herat när fadern, Dost Mohammad Khan, som var polis, fick jobb där. Ytterligare några år senare gick flyttlasset till Kabul. Massoud fick gå i skolan under hela sin uppväxt och gjorde bra ifrån sig där. Han lärde sig, vid sidan av persiska (dari), också franska, pashto, hindi, urdu och en del arabiska.
Under sina studier i Kabul engagerade han sig i den islamiska ungdomsorganisationen Sazman-i jawanan-i musulman, som var motståndare till det ökande sovjetiska inflytandet i landet. Efter statskuppen 1978 (den så kallade Aprilrevolutionen), avbröt Massoud sina arkitekturstudier och anslöt sig till rebellrörelsen.

## Motståndsrörelsen mot Sovjetunionen
Under 1980-talet blev Massoud en av de mest betydande motståndsmännen i Afghanistan. Han har ofta fått äran för Sovjetunionens nederlag i det afghanska kriget och kallades av Wall Street Journal en gång för "afghanen som vann kalla kriget". Som mest förde han kommando över 13 000 gerillasoldater.
1992 gick Massouds styrkor in i Kabul och en instabil mujaheddinregering upprättades, där Massoud själv blev försvarsminister och Burhanuddin Rabbani premiärminister.

## Kampen mot talibanregimen

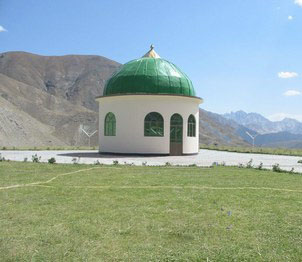
Ahmad Shah Massouds grav

Ett flerårigt inbördeskrig följde på Sovjetunionens reträtt och 1996 tog talibanstyrkorna kontroll över stora delar av landet. Massoud beordrade regeringsstyrkorna att retirera ur Kabul, som då bombarderades av talibanerna och deras utländska stödtrupper. Därefter utropade talibanerna Islamiska emiratet Afgahnistan, som aldrig erkändes internationellt.
Motståndet mot den nya talibanregimen togs upp av Förenade islamska fronten (i utländska medier ofta "Norra alliansen"), som förenade tidigare fiender från inbördeskriget.
År 2001 hävdade Massoud i ett tal i Europaparlamentet att talibanregimen hade nära band till al-Qaida, och att ett stort terrordåd var nära förestående. Han vände sig speciellt till USA och varnade för att om inte kampen för fred i Afghanistan och kampen mot Pakistans stöd till talibanerna togs på större allvar, skulle det afghanska folkets problem kunna bli ett problem för USA och för världen.
Den 9 september samma år mördades han i ett självmordsattentat av ett arabisktalande, föregivet tv-team från Aljazeera. Två dagar senare inträffade terrordåden i New York och Washington D.C.
Efter talibanregimens fall  utnämnde interimspresident Hamid Karzai Ahmad Shah Massoud till afghansk nationalhjälte.